# Battlestar Galactica: Tăișul
Battlestar Galactica: Tăișul (denumire originală: Battlestar Galactica: Razor) este un film de televiziune SF din 2007, parte a serialului reimaginat Battlestar Galactica. A avut premiera în Statele Unite pe Sci-Fi, în Canada pe Space iar în Regatul Unit Sky One. A câștigat premiul VES pentru efecte speciale într-o miniserie, film sau emisiune specială de televiziune. De asemenea a fost nominalizat la premiile Emmy, Hugo și Saturn.

## Prezentare
Filmul prezintă încercările de câteva luni ale navei Pegasus de a găsi Galactica.

## Actori
Următoarea listă este ordonată în ordinea apariției acestora pe coperta DVD-ului.
- Michelle Forbes — Helena Cain
- Stephanie Jacobsen — Kendra Shaw
- Mary McDonnell — Laura Roslin
- Edward James Olmos — William Adama
- Katee Sackhoff — Kara "Starbuck" Thrace
- Jamie Bamber — Lee "Apollo" Adama
- James Callis — Gaius Baltar
- Tricia Helfer — Numărul Șase / Gina Inviere
- Grace Park — Numărul Opt / Sharon Valerii
- Michael Hogan — Saul Tigh
- Fulvio Cecere — Alastair Thorne
- Nico Cortez — Young William Adama, callsign "Husker"
- Steve Bacic — Jurgen Belzen
- Graham Beckel — Jack Fisk
- Campbell Lane — Hybrid

## Legături externe
- Battlestar Galactica: Razor la Internet Movie Database
- Razor la Battlestar Wiki
- Razor la Syfy.com
- Battlestar Galactica: Tăișul la CineMagia